# Olga Rinmanová
Olga Wilhelmina Rinmanová (nepřechýleně Olga Rinman; rozená jako Holmgrenová 18. února 1861 v Göteborgu ve farnosti Kristine – 28. června 1927 ve farnosti Vasa, Göteborg) byla švédská fotografka působící v Göteborgu. Ve sbírkách městského muzea v Göteborgu je přibližně 3 000 negativů Rinmanové s převážně topografickými motivy z města.

## Životopis
Olga Rinmanová zahájila svou fotografickou živnost v Göteborgu 1. října 1893. V přihlášce napsala, že její manžel, námořní kapitán Knut Ragnar Rinman, ji i děti opustil a že si nyní chce otevřít fotografickou firmu, aby uživila sebe a svou rodinu, která se skládala ze tří dcer. Rinmanová provozovala studio na různých adresách v Göteborgu až do roku 1911, kdy si otevřela obchod s fotografickým vybavením.  Fotografovala také pohlednice a kromě toho dodávala materiál do týdeníků Idun a Hvar 8 dag.  
Výstava Eternal Moments konaná v roce 2013 v Göteborském městském muzeu představovala fotografie Rinmanové a dvou jejích současných kolegyň göteborských fotografek: Anny Backlundové a Caroline Gaudardové.

## Fotogalerie

Pohled z nového Posthusetu na západ: pohled na Drottningtorget, Slussplatsen a Norra Hamngatan
Pohled z St Eriks torg 5/ Östra Hamngatan 1 na sever s přístavem Lilla Bommens
Pohled na Gustaf Adolfs torg s burzou a východním přístavním kanálem
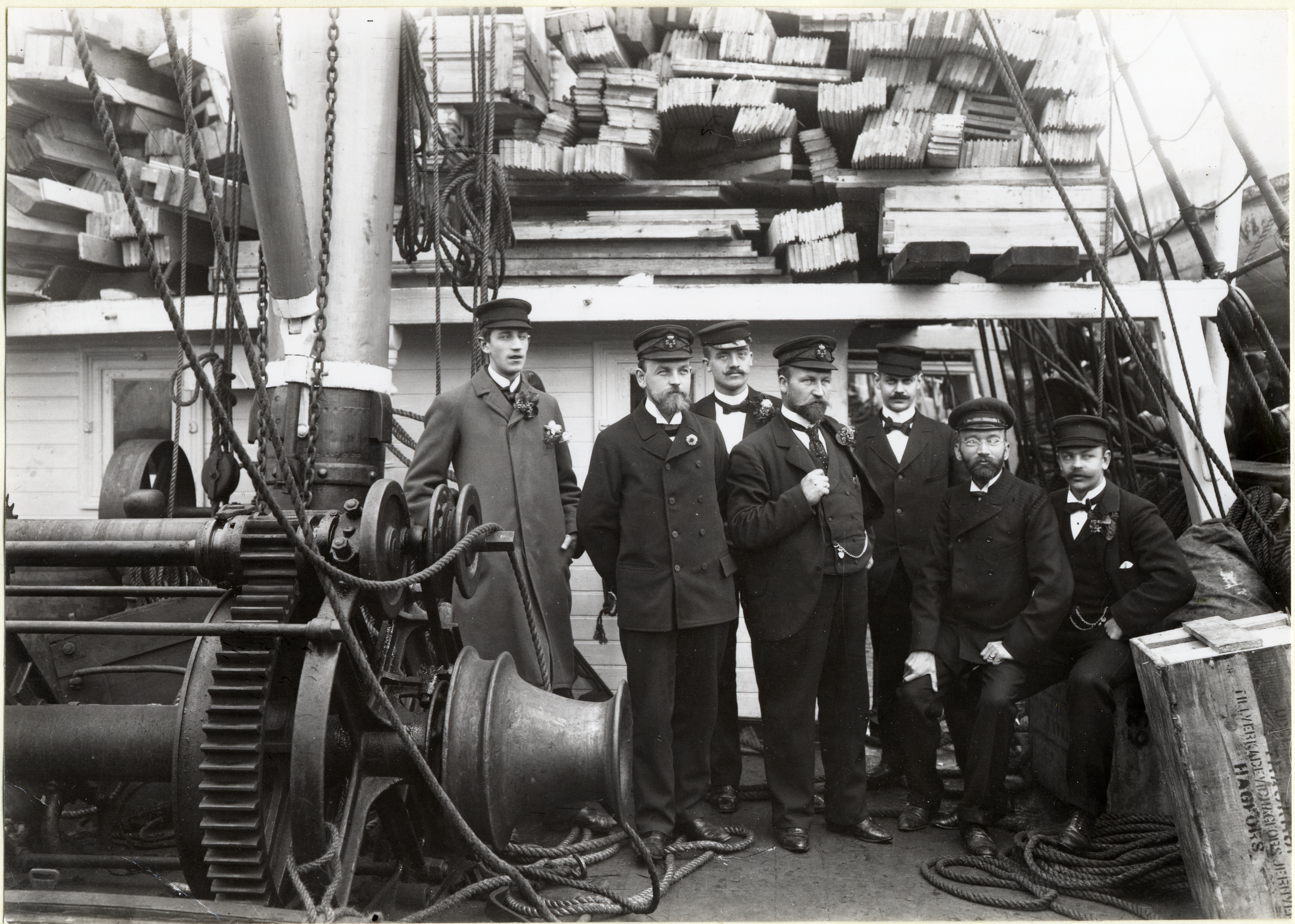